# Мяконькское сельское поселение
Мя́конькское се́льское поселе́ние — муниципальное образование в Октябрьском районе Челябинской области Российской Федерации. В рамках административно-территориального устройства муниципальное образование  соответствует административно-территориальной единице Мяконьский сельсовет.
Административный центр — село Мяконьки.

## История
Статус и границы сельского поселения установлены Законом Челябинской области от 15 сентября 2004 года № 269-ЗО «О статусе и границах Октябрьского муниципального района и сельских поселений в его составе»

## Население
| 2002 | 2010 | 2011 | 2012 | 2013 | 2014 | 2015 |
| ---- | ---- | ---- | ---- | ---- | ---- | ---- |
| 724  | ↘466 | ↘465 | ↘447 | ↘442 | ↘429 | ↘425 |
| 2016 | 2017 | 2018 | 2019 | 2020 | 2021 |      |
| ↘422 | ↘410 | ↘393 | ↘383 | ↘353 | ↘342 |      |

## Состав сельского поселения
| № | Населённый пункт | Тип населённого пункта       | Население |
| - | ---------------- | ---------------------------- | --------- |
| 1 | Журавлиное       | деревня                      | ↘224      |
| 2 | Мяконьки         | село, административный центр | ↘242      |